# 3329 Golay
3329 Golay (1985 RT1) là một tiểu hành tinh vành đai chính được phát hiện ngày 12 tháng 9 năm 1985 bởi Wild, P. ở Zimmerwald.